# Bridge Builder
Bridge Builder – seria gier komputerowych rozwijanych i publikowanych przez Chronic Logic. Bridge Builder jest pierwszą z serii gier, której kontynuacją są Pontifex, Pontifex 2 (później przemianowany na Bridge Construction Set), oraz Bridge It. Celem każdej z tych gier jest takie skonstruowanie mostu, aby mógł przejechać po nim pociąg a jednocześnie aby koszty nie przekroczyły określonej kwoty. Bridge Builder, który nie jest już wspierany, rozprowadzany na zasadzie freeware i posiada widok w dwóch wymiarach, jego sequele posiadają widok trójwymiarowy, ale do darmowego użytku dostępne są jedynie w formie demonstracyjnej; pełne wersje muszą zostać zakupione ze sklepu internetowego Chronic Logic.

## Rozgrywka
Każdy poziom składa się z części lądu oraz rzeki lub przepaści, kawałków torów ukazujących punkt startowy i końcowy przejazdu pociągu. Liczba punktów zaczepu dookoła oraz w przepaści lub rzece zależy od ich położenia. Aby przejść poziom, należy zbudować most po którym przejedzie pociąg i jednocześnie zmieścić się w określonym budżecie budowy. Kolejne gry z serii dodawały warunki które musiał spełnić most aby móc zaliczyć poziom, np. aby przepłynął pod nim statek lub aby przejechały po nim dwa pociągi.
Bridge Builder pozwala tylko na konstrukcje z żelaznych belek, mosty tworzone w kolejnych grach serii mogą być tworzone z wielu różnych materiałów. Z różną wytrzymałością konkretnych materiałów, z użyciem metalowych kabli i rur, gracz może tworzyć mosty, w zależności od potrzeb, o długich lub krótkich przęsłach, pod którymi np. mogą przepływać statki. W każdej z gier gracz musi się jednak zmierzyć z ograniczeniami budżetu określającego ilość użytych materiałów koniecznych do zaliczenia poziomu.
Nie ma kar za niezaliczenie poziomu, gracz może próbować wiele różnych rozwiązań zanim znajdzie to prawidłowe. Źle zaprojektowany most może zawalić się wkrótce po rozpoczęciu testu, nie wytrzymując pod własnym ciężarem. Podczas testu, mogą zostać pokazane siły naprężenia i odkształcenia działające na poszczególne elementy konstrukcji. Jeśli siły działające na element są zbyt duże, element łamie się i odpada, jego brak może wtedy osłabiać całą konstrukcję.

## Przyjęcie
Pontifex 2 wygrał nagrodę publiczności w Independent Games Festival w 2003 roku. W uznaniu dla elastyczności Bridge Buildera, Scott Sharkey z 1UP.com stwierdził że „czysta mnogość rozwiązań dostarcza więcej rozrywki niż oczekiwano, Bridge Builder szybko stał się mniej grą, a bardziej zabawką”. Peter Stock, twórca Armadillo Run powiedział, że Bridge Builder stał się inspiracją dla jego gry. Chronic Logic sponsoruje również twórców najlepszych mostów.
W 2006 twórca, Alex Austin zaktualizował Bridge Buildera, znanego jako Bridge Building Game, dodając więcej poziomów i opcji.

## Dodatki
W Bridge Builderze domyślnie po zainstalowaniu dostępnych jest piętnaście poziomów, fani stworzyli jednak setki nowych poziomów, które można swobodnie dodać do gry. Chronic Logic co jakiś czas ogłasza konkurs na najlepszy poziom, a autor w nagrodę otrzymuje darmową grę.